# Portugiesische Badmintonmeisterschaft 2009
Die Portugiesische Badmintonmeisterschaft 2009 fand vom 30. bis zum 31. Mai 2009 in Espinho statt. Es war die 52. Austragung der nationalen Titelkämpfe in Portugal.

## Finalergebnisse
| Disziplin    | Sieger                       | Finalist                      | Ergebnis     |
| ------------ | ---------------------------- | ----------------------------- | ------------ |
| Herreneinzel | Pedro Martins                | Marco Vasconcelos             | 21-10, 21-15 |
| Dameneinzel  | Telma Santos                 | Helena Pestana                | 21-14, 21-15 |
| Herrendoppel | Alexandre Paixão Gil Martins | Hugo Rodrigues Fernando Silva | 21-19, 21-14 |
| Damendoppel  | Filipa Lamy Vânia Leça       | Vânia Camacho Helena Pestana  | 21-14, 21-15 |
| Mixed        | Hugo Rodrigues Telma Santos  | Fernando Silva Vânia Leça     | 21-18, 21-15 |